# Monte Rio (Kalifornija)
Monte Rio je naseljeno područje za statističke svrhe u američkoj saveznoj državi Kalifornija. Prema popisu stanovništva iz 2010. u njemu je živjelo 1.152 stanovnika.